# Selá (Edom)

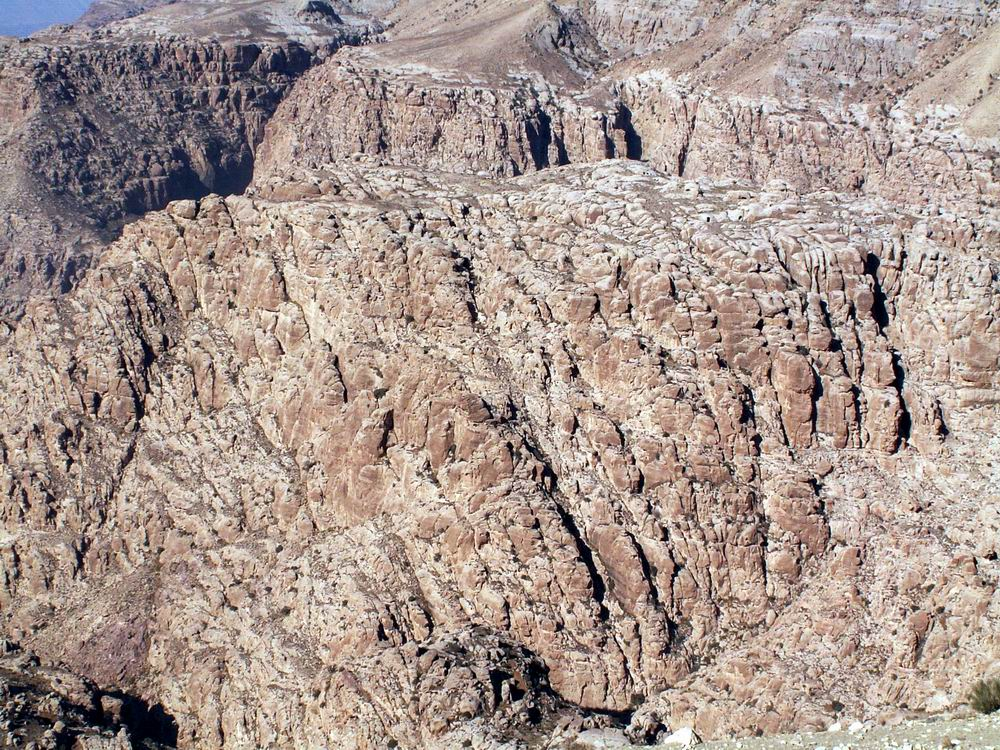
Monte de Selá

Selá, Sela ou Rocha (em árabe السلع e em hebraico סֶּלַע, transliterado Sela‛, "rocha" ou "fenda da rocha"; árabe: as-Sala‛, grego: πέτρα e latim: petra) foi uma cidade-fortaleza, capital do antigo reino edomita, na encruzilhada de estradas caravanas.

## Identificação
Embora tenha havido vários lugares identificados pelos peritos como a antiga Selá (Umel Biara, Petra e outros). Os peritos recentemente preferiram identificar Selá com Selá, à uns 4 km ao noroeste de Buseira (antiga Bozra) e a 8 km a sudoeste de Tafila (a cidade bíblica de Tofel), na província de Tafila, na Jordânia. Petra, capital do antigo reino nabateu, está localizada à 80 km ao sul de Selá.
Segundo a Bíblia, Selá estava localizada no grande vale que se estende do mar Morto ao mar Vermelho, próximo ao monte Hor, próximo ao deserto de Zim. Os hebreus costumavam chama-la de “a Rocha ”.

## História
Quando o rei de Judá, Amazias (r. 796–767 a.C.) a conquistou, ele renomeou a cidade para o nome de Jocteel que em hebraico significa “a bênção de Deus" ou “subjugado por Deus”. Selá talvez seja a “cidade fortificada ” mencionada sem nome no Salmo 108:10.
A cidade fortificada dos edomitas, passou por várias conquistas e o último rei do Império Neobabilônico, Nabonido (556–539 a.C.) deixou sua marca sobre a rocha onde o assentamento foi localizado por um grande alívio, provavelmente para comemorar suas vitórias militares. No relevo, descoberto em 1994, de 6 metros quadrados estão representados o rei e os símbolos sagrados da lua (deus Sim), do sol (deus Samas) e da estrela (deusa Istar) e trinta linhas de texto.
Além disso, restos de ocupação foram encontrados desde o final da Idade do Bronze até o tempo dos nabateus e romanos, incluindo estruturas escavadas como casas e um sistema de cisternas e canais que dão uma ideia da importância que a água teria para seus habitantes.
Selá aparece na história e na Vulgata sob o nome de Petra. “A caravana de todas as cidades, do interior da Arábia e do Golfo Pérsico, de Hadramaute no oceano e até de Sabeia (Sabá) ou Iêmen, parece ter apontado Petra como um centro comum; e de Petra a maré parece novamente ter se ramificado em todas as direções, para o Egito, Palestina e Síria, através de Arsínoe, Gaza, Tiro, Jerusalém e Damasco, e por outras rotas, terminando no Mar Mediterrâneo. ”